# Padria
Padria é uma comuna italiana da região da Sardenha, província de Sassari, com cerca de 836 habitantes. Estende-se por uma área de 48 km², tendo uma densidade populacional de 17 hab/km². Faz fronteira com Bosa (NU), Cossoine, Mara, Monteleone Rocca Doria, Pozzomaggiore, Romana, Villanova Monteleone.

## Demografia
| Variação demográfica do município entre 1861 e 2011                               |
|                                                                                   |
| Fonte: Istituto Nazionale di Statistica (ISTAT) - Elaboração gráfica da Wikipedia |